# The Who
The Who is een Engelse rockband uit de jaren zestig en zeventig en werd opgericht in 1964 in Londen.
De band groeide uit tot een van de bekendste rock-'n-rollbands ter wereld, die in de hoogtijdagen bestond uit zanger Roger Daltrey, gitarist Pete Townshend, bassist John Entwistle en drummer Keith Moon. The Who is met uitzondering van de periodes tussen 1983 en 1988 en tussen 1990 en 1995 vrijwel continu op tournee geweest. Wijzigingen in de samenstelling kwamen na het overlijden van Keith Moon in 1978 (die achtereenvolgens vervangen werd door Kenney Jones, Simon Phillips en Zak Starkey) en na de dood van John Entwistle in 2002 (voor wie Pino Palladino sindsdien de honneurs waarneemt). Eind oktober 2006 maakte The Who een comeback, met hun album Endless Wire. Het is het elfde studioalbum dat de band uitbracht, maar het eerste sinds It's Hard uit 1982.
The Who is vooral bekend geworden als rockpioniers; uitvinders van de powerchords en Townshends rockopera Tommy. De vroege mod-albums van de band – met korte, soms agressieve nummers erop – zijn goede voorbeelden van hoe The Who eruitzag: Pete Townshend met zijn leidende powerchords; Keith Moon met zijn explosieve drumwerk; John Entwistle met zijn basloopjes en Roger Daltrey met zijn krachtige stem en rondvliegende microfoon. Deze albums zijn van grote invloed geweest op de ontwikkeling van de hardrock en de powerpop, terwijl de luidruchtige en agressieve concerten de weg vrijmaakten voor de komst van punkrock- en heavymetalbands, die op deze manier door The Who geïnspireerd werden.
The Who staat op nummer 8 van de lijst van de 100 Grootste Hardrockartiesten van VH1 en op nummer 9 van hun lijst van de 100 Grootste Rock-'n-Rollartiesten.

## Bandbiografie

### 1961–1970:T-t-t-talking 'bout My GenerationenTommy

Het Mod-logo, geïnspireerd op de roundel van de RAF

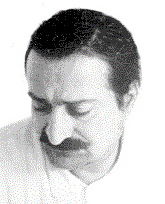
Meher Baba

In 1961 werd in Londen de band The Detours opgericht door Roger Daltrey. In 1962 leerde hij John Entwistle kennen, die indertijd met Pete Townshend in een andere band, genaamd The Confederates, speelde. Toen de drie elkaar voor het eerst ontmoetten, was Daltrey leadgitarist bij The Detours. Daltrey nam het initiatief en vroeg de twee om bij de band te komen. The Detours hadden nu Townshend als slaggitarist, Entwistle als bassist en Doug Sandom als drummer. Zanger Colin Dawson werd afgezet, waarna Daltrey zich hierop kon gaan concentreren en Townshend de leadgitaar ter hand nam. Later ontdekten de bandleden dat er al een andere band met de naam The Detours bestond, waarop zij hun naam veranderden in The Who: Maximum R & B of kortweg: The Who.
In 1964 veranderde, onder invloed van manager Peter Meaden, de naam tijdelijk in The High Numbers. Nadat hun eerste single (Zoot Suit/I'm A Face) flopte, werd de naam terugveranderd en werd Meaden aan de kant gezet. In het jaar 1964 kwam Keith Moon – na een optreden van The Who, waarna hij had gezegd: "... dat kan ik beter!" – in de band voor drummer Sandom, waarmee de klassieke bezetting vervolledigd werd. Nadat Pete Townshend in datzelfde jaar zijn gitaar in een woedende bui kapotgeslagen had op het podium, hetgeen een mediahype ontlokte, raakte platenmaatschappij Decca in de band geïnteresseerd.
De eerste single (I Can't Explain) werd een hit en diverse Amerikaanse tournees volgden. De optredens van The Who bleken een heus spektakel: Townshend zwaaide wild met zijn armen op zijn gitaar, sprong ermee in het rond en sloeg ze aan stukken op een versterker, Keith Moon trok – compleet gestoord – de hele tijd gekke gezichten terwijl hij drumde en het drumstel geregeld aan diggelen sloeg en Roger Daltrey slingerde voortdurend zijn microfoon in het rond. Dit alles gepaard met de gecontroleerde, maar uiterst virtuoze basloopjes van Entwistle en een extreem hoog geluidsvolume, gaf hen later de reputatie van "loudest rockband in the world".
Al snel bleek dat de band gevormd was rondom Townshend als primaire tekstschrijver. Er bleek frictie te zijn ontstaan tussen hem en Daltrey, omdat Townshend niet het soort muziek schreef dat Daltrey wilde zingen. De tweede grote hit, Anyway, Anyhow, Anywhere, is dan ook een van de weinige nummers die zij samen hebben geschreven. Grote bekendheid verwierven zij echter door hun album My Generation, dat zij in 1965 uitgaven. Het bestaat onder andere uit de nummers The Kids Are Alright en de titelsong My Generation, met de bekende lyric Hope I die before I get old. Alleen in Nederland werd dit album uitgebracht met als titel "The Kids Are Alright" (op het Brunswick label). In 1966 gaf The Who de single Substitute uit, die duidelijk het schrijftalent van Townshend liet zien. Verder bracht The Who in 1966 hun tweede album uit, getiteld A Quick One. Deze plaat omvatte onder andere hun eerste mini-opera, getiteld A Quick One While He's Away. Het nummer kan opgevat worden als de introductie van de ouders van Tommy. In 1967 volgden nog andere hits, zoals de singles I'm a Boy (over een jongetje dat als een meisje opgemaakt wordt), Happy Jack (over een verstandelijk beperkte jongeman), Pictures of Lily (een eerbetoon aan masturbatie) en I Can See for Miles. Dit laatste nummer kwam van de in december 1967 uitgebrachte lp The Who Sell Out. Op dit album zijn tussen de tracks jingles van de Engelse zeezender Big L Radio London te horen als eerbetoon, in verband met het verbod van de zeezenders per 15 augustus 1967.
In datzelfde jaar verwoestte The Who tijdens een bekend optreden op het Monterey Pop Festival hun eigen instrumentale uitrusting op het podium en herhaalde dit tijdens het Smothers Brothers Comedy Hour, waar ze letterlijk een explosief optreden gaven toen Keith Moon zijn drumstel opblies. Deze onstuimigheden hebben ertoe geleid dat Pete Townshend voor het eerst met een interview in Rolling Stone verscheen. Hij vertelde in dat interview dat hij bezig was met het completeren van een rockopera. Dit waren de eerste tekenen van het veelgeroemde meesterstuk Tommy (1969), de eerste commercieel succesrijke rockopera en zelfs een grote mijlpaal binnen de moderne muziek. In 1968 stelden Townshend en Entwistle andere eisen aan hun Sound City-versterkers, die niet door het bedrijf verhoord werden. Het gevolg was de overstap naar het veelgeroemde Hiwatt.
Rond deze tijd begonnen de spirituele leermethoden van de Indiër Meher Baba invloed te krijgen op Townshend en zijn te schrijven nummers. Baba wordt op Tommy gecrediteerd als avatara. In het verlengde van Tommy’s commerciële succes, werd het ook een kritisch succes. Life Magazine zei over Tommy: "...sprekend over pure kracht, uitvinding en een uitmuntende uitvoering streeft Tommy elke opname die ooit uit een studio is gekomen ver voorbij..." en Melody Maker meende: "Natuurlijk is The Who nu dé band waarmee alle andere bands mee vergeleken moeten worden."
Ook niet geheel onbelangrijk voor de doorbraak bij het grote publiek was hun concert op Woodstock (15, 16 en 17 augustus 1969) en de verschijning in de gelijknamige film – een optreden dat zijzelf overigens verfoeiden – waarin ze onder andere nummers van Tommy ten gehore brachten.

### 1970–1979: vanLive at LeedstotQuadrophenia

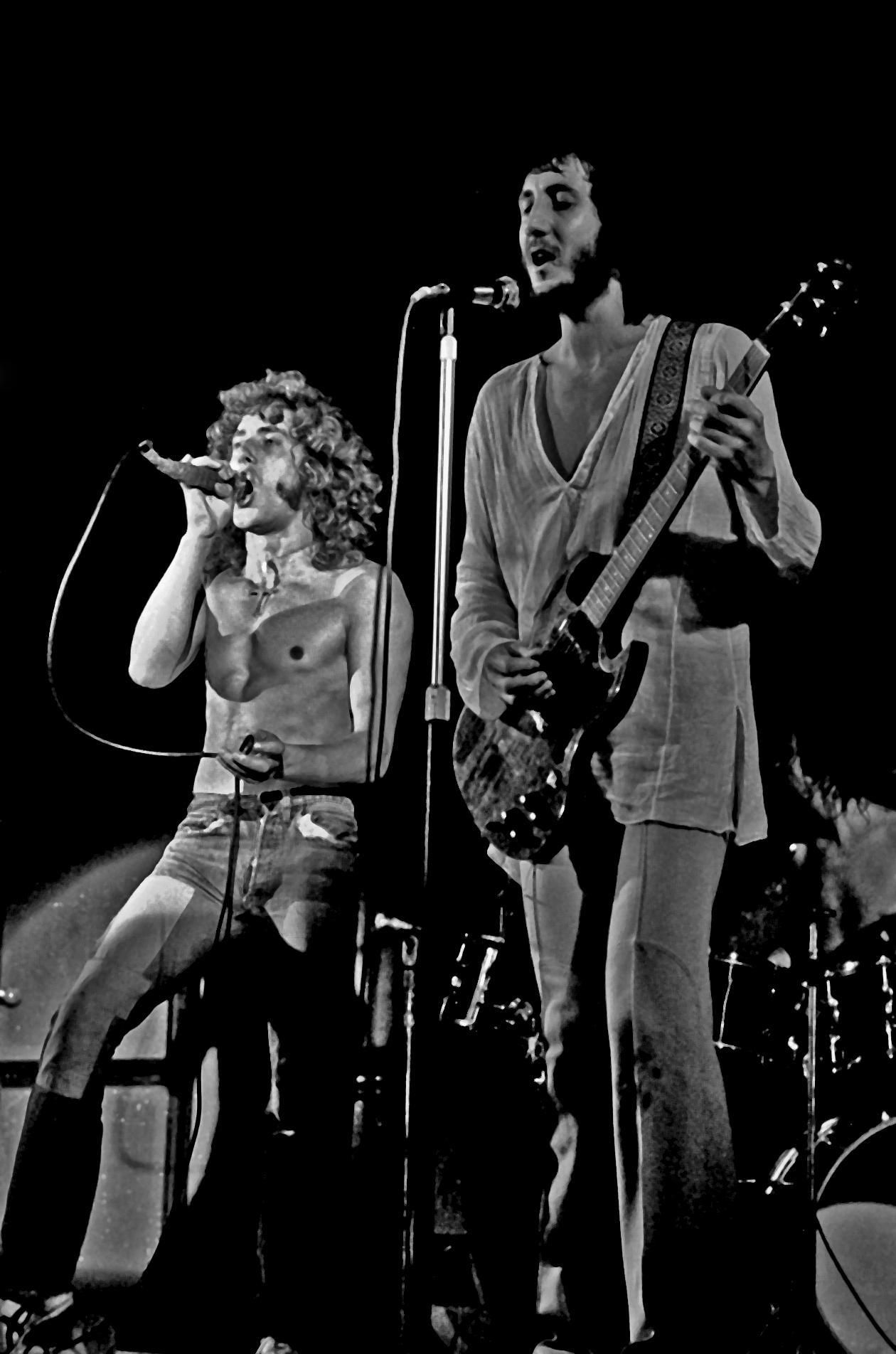
Roger Daltrey en Pete Townshend (1972)

In 1970 gaf The Who de plaat Live at Leeds uit. Echter, in 1970 had The Who nog meer ambitieuze plannen. Ze begonnen met het opnemen van een studioalbum. Op het Isle of Wight Festival in augustus introduceerde Daltrey namelijk een nieuw nummer, getiteld I Don't Even Know Myself, en omschreef het als van "... een album waar we zo ongeveer half mee klaar zijn". En Daltrey had gelijk, want binnen een paar weken na dat concert schreef Townshend het nummer Pure And Easy, een nummer dat hij later beschreef als het basale nummer waar het hele album-in-wording om zou draaien. Dit project, getiteld Lifehouse, is overigens nooit afgemaakt. Althans, niet in de vorm die Townshend bedoelde. Er is namelijk wel een hoorspel van gemaakt voor de BBC in 2000, dat later opgenomen is en door Townshend uitgebracht op zes cd's, getiteld The Lifehouse Chronicles. Dat het niet is afgemaakt in de door Townshend bedoelde vorm kwam doordat de overige drie bandleden niets snapten van het verhaal waar Lifehouse in zijn geheel om draaide.
Ondertussen, in maart 1971, besloot de band na de flop van Lifehouse te beginnen met het opnemen van het bruikbare materiaal. In eerste instantie gingen zij met hun managers Chris Stamp en Kit Lambert naar New York. De opnames vonden plaats in de Record Plant aldaar, maar het ging allemaal niet zo goed als dat het bedoeld was. Lambert dealde daar onder andere en de sfeer was ook niet ideaal. Om deze redenen nam producent Glyn Johns in april van datzelfde jaar het hele album opnieuw op met de band, maar dit keer in Londen. Een grote selectie van het materiaal werd – samen met één nummer van John Entwistle (My Wife) dat niet bij de originele plaat hoorde – uitgegeven onder de titel Who's Next. Het album elimineerde (voorlopig) het Lifehouse-project, maar sommige van de nummers werden later uitgegeven als singles en/of hergebruikt voor andere albums in latere jaren (net als Odds and Sods) en Townshends soloalbum Who Came First. Hoe moeizaam de aanloop naar dit album ook was, het zou een van hun succesvolste albums worden, zowel onder critici als fans. Dit kwam ook vooral door het spectaculaire synthesizer-werk, dat Townshend gebruikte op de plaat. Het album behaalde plaatsje nummer 4 in de Verenigde Staten en zelfs nummer 1 in Groot-Brittannië. Eén single van het album, Won't Get Fooled Again, werd het eerste nummer dat een synthesizer-partij als basis had.
Who's Next werd gevolgd door een werk dat meer een monoloog is dan een rockopera (er werden namelijk slechts een klein aantal lyrics gezongen door de karakters). Het werk uit 1973, getiteld Quadrophenia heeft een verhaallijn over een adolescent genaamd Jimmy, die lijdt aan een identiteitscrisis en aan zijn lichte verstandelijke handicap, tegen een achtergrond van de rebellerende Mods en Rockers in de vroege sixties in Brighton. Quadrophenia was een uitstekend en complex album, maar het sprak het grote publiek niet zo aan als Tommy.

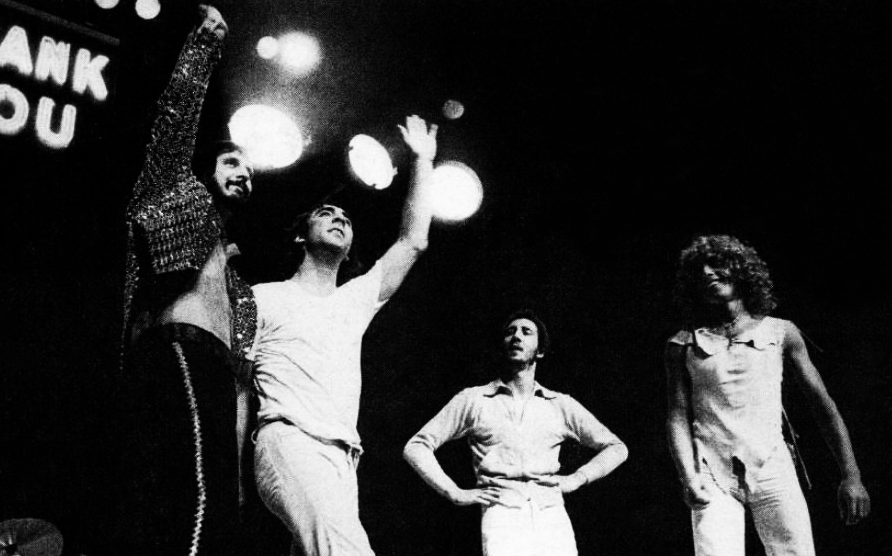
The Who in 1974

De latere albums van de band genieten een meer persoonlijke lading voor meestersongwriter Townshend, die uiteindelijk ook zijn eigen stijl meer in zijn soloalbums verwerkte, zoals te horen is op zijn album Empty Glass. Het album The Who by Numbers (1975) bevat dan ook sommige introspectieve nummers, opgeleukt door de publiekslieveling Squeeze Box, een andere hitsingle. Desalniettemin heeft een rockcriticus By Numbers beschouwd als Townshends "zelfmoordbrief". Verder werd er dat jaar ook een filmversie van Tommy in de bioscopen getoond. Het werd geregisseerd door Ken Russell, met in de hoofdrol Roger Daltrey (als Tommy Walker). Pete Townshend kreeg een nominatie voor een Academy Award in de categorie "Best Original Score". In 1976 speelde The Who een concert op de Charlton Athletic Football Ground, dat voor meer dan een decennium lang geregistreerd stond in het Guinness Book of Records als het luidste concert ooit.

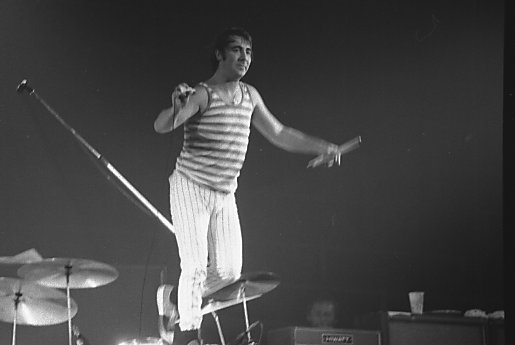
Keith Moon in 1976

In 1978 gaf de band het album Who Are You uit. Het album toonde een verschuiving van de epische rockopera's naar een ietwat 'radiovriendelijker' geluid. Het album omvatte onder andere een nummer van een niet-afgemaakte rockopera van John Entwistle. De uitgifte van het album werd overschaduwd door het overlijden van drummer Keith Moon, die vijf dagen na de Engelse release overleed aan een overdosis chloormethaziol, slechts een paar uur na een feest van Paul McCartney. De drummer van The Small Faces/The Faces, Kenney Jones volgde Moon in 1979 op. In dat jaar kwam The Who terug op het podium met een aantal bejubelde concerten in onder andere het Rainbow Theatre in Londen, tijdens het Filmfestival in Cannes in Frankrijk en in de Madison Square Garden in New York. Ze besloten hierop een kleine tournee door de Verenigde Staten te ondernemen. Triest genoeg werd deze tournee gedompeld in een tragedie. Op 3 december 1979, toen de band een concert gaf in Cincinnati, Ohio in het Riverfront Coliseum (U.S. Bank Arena) ontstond er een zodanige drukte om de voorste stoelen aldaar, dat elf fans op tragische wijze de dood vonden. Er werd The Who niets verteld over de doden, tot na de show. Dit werd gedaan omdat de organisatie vreesde dat zij nog meer problemen zou krijgen met de meute als het concert niet door zou gaan. De bandleden waren achteraf totaal geschokt door deze gebeurtenis.
Verder gaf The Who in 1979 ook hun eerste rockumentary, getiteld The Kids Are Alright, uit en werd er een filmversie van Quadrophenia uitgegeven, met onder andere Sting en Toyah Willcox in enkele rollen. De rockumentary werd een soort heilige graal voor de Who-fans en een samenvatting van het Moon-tijdperk van de band. In december van datzelfde jaar werd The Who de derde band – na The Beatles en The Band – die op de cover van TIME Magazine kwam. Hoewel het voorval in Cincinnati werd genoemd, was het artikel – dat geschreven was door Jay Cocks – uitsluitend positief en vol respect jegens The Who, de bandleden en hun plaats binnen de rockmuziek.

### 1980–1989: Farewell en Live Aid

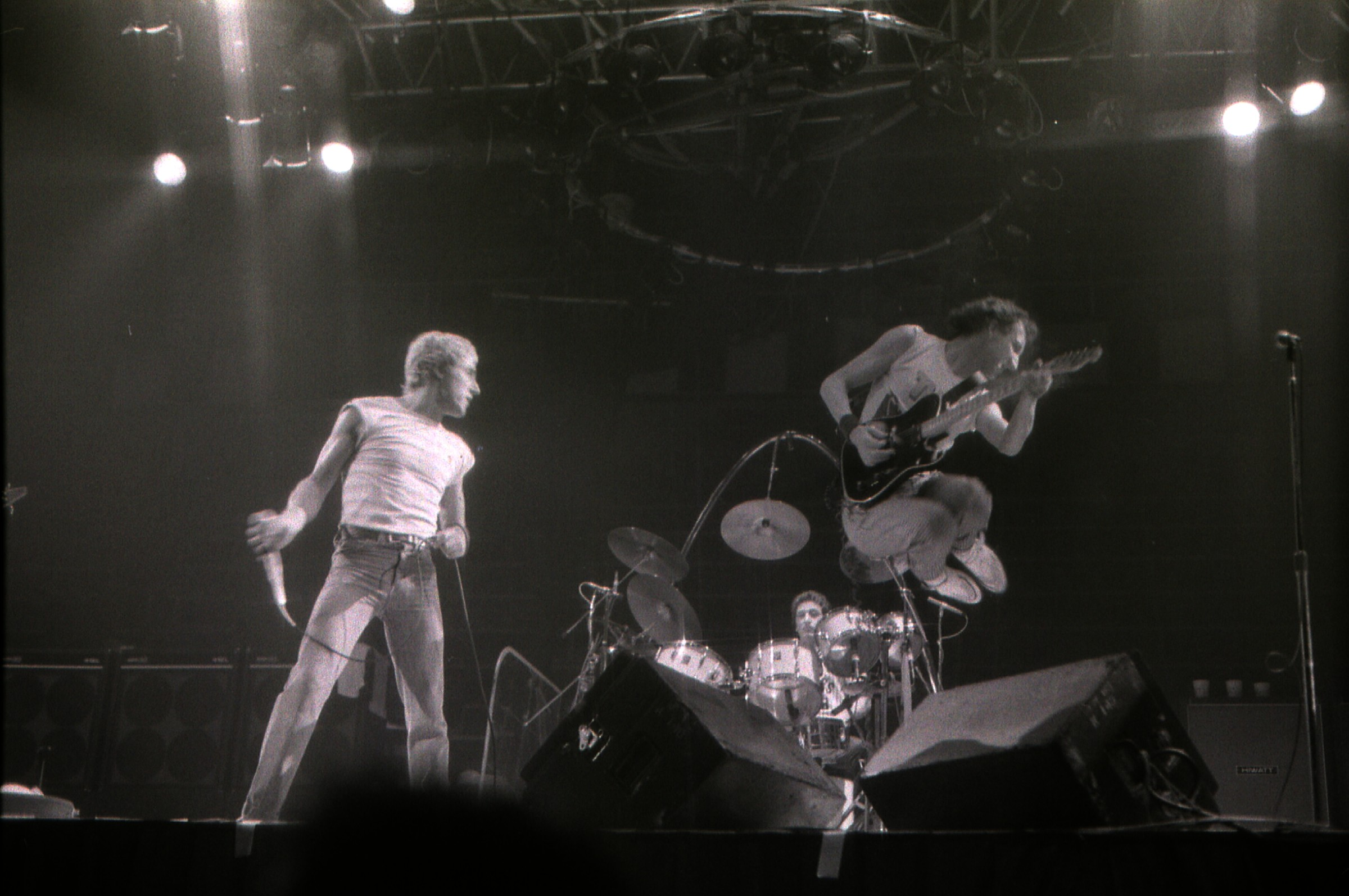
Daltrey (l) en Townshend (r) met Kenney Jones (m)

In 1981 gaf The Who met Kenney Jones een nieuw album uit, getiteld Face Dances, en reeds een jaar later, in 1982 volgde het tweede album met hem, getiteld It's Hard. Met het verlies van Moon verloor The Who ook een flink stuk ritmisch vermogen. Met Kenney Jones, die een totaal andere stijl van drummen heeft dan Keith Moon, verschoof de band van datgene wat men meer als rock beschouwt, naar de popmuziek. Terwijl beide albums redelijk goed verkocht werden en It's Hard zelfs een vijf sterren-status in Rolling Stone kreeg, waren de meeste fans niet erg te spreken over de nieuwe stijl van de band. Kort na de uitgifte van It's Hard begon The Who aan hun afscheidstour, nadat Pete Townshend de situatie rond zijn alcoholverslaving bekendgemaakt had en zichzelf hiervanaf zette. Hierover zei hij dat hij nog één geweldige tournee met The Who wilde maken voordat zij een studioband zouden worden. Omdat het om een afscheidstournee ging, was de vraag naar tickets immens. Het was de tournee met de hoogste omzet van het jaar met uitverkochte zalen in vele steden in Noord-Amerika.

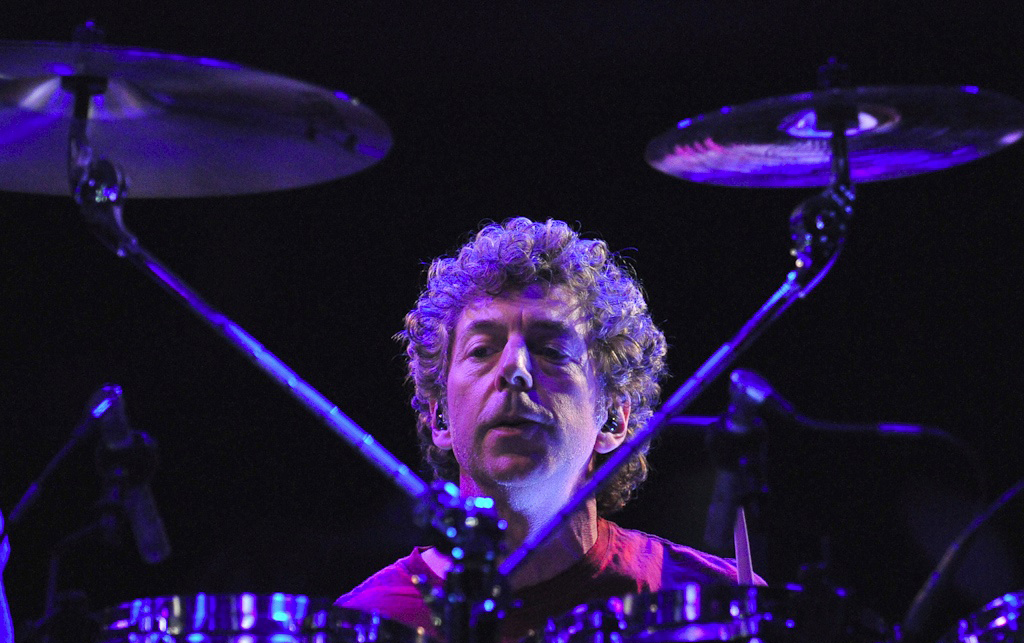
Simon Phillips

Na deze tournee in december 1982 te hebben voltooid, deed Townshend in 1983 een poging tot het schrijven van een nieuw studioalbum, dat Warner Brothers Records nog te goed had. The Who had namelijk van 1980 tot 1983 een contract lopen bij deze platenmaatschappij. Tegen het einde van dat jaar verklaarde Townshend daarentegen dat hij het niet voor mogelijk hield om genoeg materiaal te creëren dat aan zijn kwaliteitseisen zou kunnen voldoen. Daarop liet hij in december 1983 een persbericht uitgaan, waarin hij verklaarde The Who te verlaten. In 1984 werd nog wél Who's Last uitgegeven om tóch aan deze contractuele verplichtingen te voldoen. Met het vertrek van Townshend hield ook The Who als een almaar schrijvende muziekfabriek op te bestaan. Townshend ging zich meer op zijn solocarrière concentreren. Zo schreef hij White City: A Novel (1985), The Iron Man (1989) en Psychoderelict (1993), dat beschouwd werd als een voorloper van de eventuele uitgifte van het radiowerk van Lifehouse. Op 13 juli 1985 kwam The Who eenmalig met Kenney Jones bijeen om Bob Geldof te steunen bij het Live Aid-concert in het Wembley Stadium. De band speelde er My Generation, Pinball Wizard, Love, Reign o'er Me en een duidelijk ongeoefende versie van Won't Get Fooled Again. Hoewel de BBC een zekering door liet branden, bleef de band spelen, waardoor de rest van de wereld het grootste stuk van My Generation gemist had. In 1988 werd The Who geëerd met de Lifetime Achievement Award van de British Phonographic Industry. Ook hier speelde The Who een klein aantal nummers. Dit was tevens de laatste keer dat Jones met hen zou meespelen. Veruit de bekendste reünietournee vond plaats in 1989 en stond vooral in het teken van Tommy, vanwege 'zijn' twintigste verjaardag én het vijfentwintigjarige bestaan van de band. Ook nu was de vraag naar kaartjes erg groot: de twee miljoen tickets gingen als warme broodjes over de toonbank. Dit bleek een reden voor het blad Newsweek om te schrijven dat een "Tournee van The Who speciaal is ...", want, "... na The Beatles en The Stones, zijn zij het gewoon."

### 1990–1999: World's Greatest Rockband en Reunion-tournee

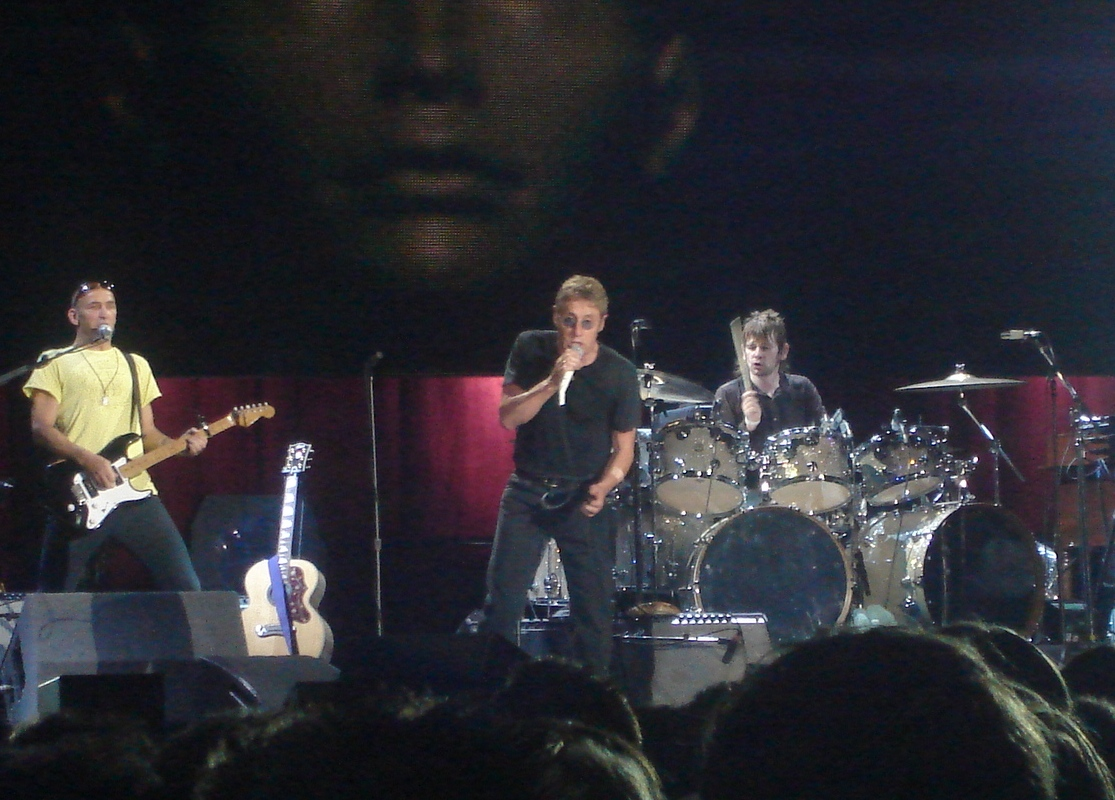
V.l.n.r. Simon Townshend, Roger Daltrey en Zak Starkey (Ahoy' Rotterdam, 5 juni 2007)

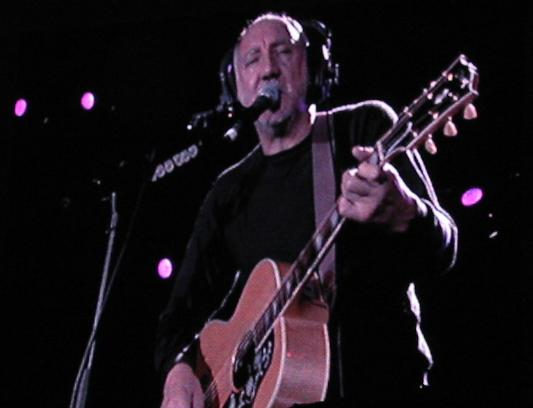
Pete Townshend akoestisch (Rock Werchter, 30 juni 2006)

In 1990 werd The Who ingehuldigd in de Rock and Roll Hall of Fame. Het commentaar in de Hall beschrijft The Who als de grootste voorvechter van de titel "World's Greatest Rock Band" en als een van de meest dynamische liveacts. Afgezien van The Who, hebben alleen The Beatles en de Rolling Stones een gelijkwaardig commentaar in de Rock-'n-Roll Hall.
In 1991 nam The Who een coverversie van Saturday Night's Alright For Fighting op als eerbetoon aan de originele zanger: Elton John en gaf dit ook uit. Dit was het laatste studiomateriaal dat John Entwistle met The Who heeft uitgegeven. In 1994 werd er gefluisterd over een tournee naar aanleiding van de dertigste verjaardag van The Who. Deze is er overigens nooit gekomen, maar ter ere van de vijftigste verjaardag van Roger Daltrey werden er twee concerten gegeven in de Carnegie Hall. Tijdens deze optredens was er ook plaats voor gastoptredens van zowel John Entwistle als Pete Townshend. Hoewel The Who in feite aanwezig was, speelden zij niet als zodanig tijdens die shows. Later dat jaar toerde Pete Townshend om zijn Psychoderelict-album te promoten en aan het einde van een van de shows verzorgde John Entwistle een gastoptreden. Maar niet alleen Townshend toerde, ook Roger Daltrey toerde. Hij deed dit met een orkest en een special guest: jawel, John Entwistle. Deze band stond erop dat John "Rabbit" Bundrick de toetsen zou bespelen, Zak Starkey de drums en Simon Townshend gitaar (voor zijn broer, die niet meedeed). Pete Townshend gaf Daltrey toestemming om deze formatie The Who te noemen, maar dit deed Daltrey niet. De tournee Daltrey sings Townshend was dan ook geen geweldig succes.
In 1996 werd Pete Townshend gevraagd om mee te spelen in een groot rockconcert in Hyde Park in Londen. Aanvankelijk was hij van plan om Quadrophenia in een solo-akoestische versie op te voeren, gebruikmakend van stukken uit de film, die hij op de achtergrondschermen zou tonen. Hij veranderde zijn gedachte toen hij erachter kwam dat er een publiek zou zijn van rond de 150.000 man. Na Entwistle en Daltrey te hebben gecontacteerd, werd besloten dat er een eenmalig optreden van Quadrophenia zou plaatsvinden. De band werd aangevuld met Zak Starkey op het drumstel (terwijl die eigenlijk zijn twijfels had), John "Rabbit" Bundrick op het keyboard en Simon Townshend als slaggitarist. Verder werd Jon Carin nog toegevoegd als tweede toetsenist en een aantal hoornblazers en een achtergrondkoor. Ten slotte kwamen er nog verschillende special guests om de karakters uit "Quadrophenia" te spelen, waaronder: David Gilmour, Ade Edmondson, nieuwslezer Trevor McDonald en Gary Glitter (die Roger Daltrey een dag voor de show per ongeluk met een klap een gebroken oogkas bezorgde. Het hele optreden werd verteld door Phil Daniels, die Jimmy the Mod in de film speelde. Afgezien van een aantal technische ongeregeldheden, bleek de show toch een succes en werd deze door velen beschouwd als de beste act van de dag, zelfs boven het hoofdnummer van Eric Clapton. Het succes van deze show leidde tot een uitbreiding met zes nachten in New York in Madison Square Garden. De shows die er gedaan zijn staan niet te boek als The Who.
Eveneens werd er in 1996 een VHS en cd uitgegeven van het legendarische optreden van The Who tijdens het festival op het Isle of Wight, onder de titel Live at the Isle of Wight Festival 1970.
Het succes van deze Quadrophenia-tournee leidde tot grote belangstelling in de Verenigde Staten en Europa. Daarom besloten de bandleden om er nog maar een grote tournee achteraan te plakken. De show werd extra aangepast voor de tournee en bevatte ook de nummers die men van The Who gewend is in de toegift. Ook deze show staat officieel niet op het conto van The Who, maar van de verschillende bandleden. Na het succes van Quadrophenia ging de "band" wederom uit elkaar. Pete Townshend ging weer akoestische tours doen, John Entwistle deed weer shows met zijn eigen band (The John Entwistle Band) en Roger Daltrey ging de wereld rond met de British Rock Symphony. Hij speelde nummers van The Who en andere klassieke nummers met het orkest.
Met 1999 breekt het jaar aan waarin The Who zich weer officieel hergroepeert. Wederom worden John "Rabbit" Bundrick en Zak Starkey gerekruteerd om de band muzikaal te ondersteunen. Zij speelden in deze formatie veel liefdadigheidsconcerten in relatief kleine zalen. Veel van de nummers die in deze shows werden gespeeld, waren afkomstig van het album Who's Next en waren al meer dan dertig jaar niet meer gespeeld.

### 2000–2005: Goodbye Ox, nog meer tours en nieuwe nummers
Het succes van deze liefdadigheidsshows leidde tot weer een tournee door de Verenigde Staten in de zomer van 2000 en een tournee door het Verenigd Koninkrijk in november van dat jaar. De tournee eindigde met een liefdadigheidsconcert in de Royal Albert Hall in Londen voor het Teenage Cancer Trust-fonds, waarvan later een cd/dvd van (onder de titel Live at the Royal Albert Hall) uitkwam. Met de uitgifte van deze dvd begonnen de drie leden van de band weer te denken aan de mogelijkheid van een nieuw album.
Nadat The Who tijdens The Concert for New York City in oktober 2001 een concert gaf van vier nummers (Who Are You, Baba O'Riley, Behind Blue Eyes en Won't Get Fooled Again), werd het optreden uitgroepen als het meest bejubelde onder het publiek, dat bestond uit New Yorkse politieagenten en brandweerlieden.
The Who werd dat jaar tevens geëerd met een Grammy Lifetime Achievement Award.
Net voordat de Amerikaanse tournee in de zomer van 2002 van start zou gaan, werd John Entwistle 's avonds dood gevonden in zijn kamer in het Hard Rock Hotel in Las Vegas, Nevada. De uitkomst van het autopsie-onderzoek maakte duidelijk dat Entwistle was overleden met een bepaalde hoeveelheid cocaïne in zijn lichaam. De dosis werd niet beschouwd als een overdosis, maar deze geringe hoeveelheid cocaïne in combinatie met zijn reeds zwakke hart zorgde voor een toch fatale hartaanval. Zijn hart was danig verzwakt door een jarenlange opstapeling van hartproblemen, roken, en cocaïnegebruik in de latere jaren van zijn leven. Na een korte vertraging in verband met de begrafenis van de bassist, werd de tournee – overeenkomstig de wens van Entwistles familie – gewoon doorgezet. The Ox werd vervangen door de Welshman Pino Palladino. De tournee werd opgenomen en als Encore Series 2002 uitgegeven. Voordat de tournee begon, werden er nieuwe tournummers geoefend, waaronder: Real Good Looking Boy, Certified en de oude klassieker I Can See for Miles. In verband met de dood van Entwistle werden deze nummers niet gespeeld. In september nomineerde Q magazine The Who als een van de "50 Bands to See Before You Die" (50 Bands die je moet zien voordat je doodgaat).
In 2004 gaf The Who twee nieuwe nummers uit op hun album The Who: Then and Now. Deze nummers waren Old Red Wine en Real Good Looking Boy (met respectievelijk Pino Palladino en Greg Lake op de basgitaar). Ter promotie van deze cd ging de band op een nieuwe tournee en deed 18 plaatsen aan. De tournee trok door onder andere Japan, Australië, de Verenigde Staten en het Verenigd Koninkrijk en werd eveneens geregistreerd en uitgegeven (Encore Series 2004). In datzelfde jaar gaf The Who wederom een optreden tijdens het Isle of Wight Festival en ontving de gebruikelijke extatische commentaren.
Verder zette Rolling Stone Magazine de band op plaatsje nummer 29 op hun lijst van de "100 Greatest Artists of All Time". Ook werd bevestigd dat The Who in het voorjaar van 2005 hun eerste album (oorspronkelijk getiteld WHO2) sinds 22 jaar zou uitgeven. Pete Townshends website gaf aan dat de uitgifte voor onbekende duur uitgesteld zou worden en dat ook de VS/VK-tours in de zomer van 2005 naar achteren werden verschoven. Een deel van dit besluit was te wijten aan de langzame opname van het nieuwe materiaal en een ander deel was te wijten aan de toezegging van Zak Starkey aan Oasis om met hen op tournee te gaan.
Op 13 juni 2005 verzorgde The Who een eenmalig optreden in de Gotham Hall in New York. De kaartjes kostten $1500 per stuk. De opbrengst gaat naar Samsungs Four Seasons Of Hope, een instelling die veel geld schenkt aan kinderorganisaties.
In juli 2005 was het twintig jaar geleden dat Live Aid in het Wembley Stadium plaatsvond. Ter ere dáárvan én vanwege de G8-top, werd Live 8 gehouden. Geheel in lijn met de benefietconcerten die The Who eerder al gegeven had, droeg de band wederom een steentje bij aan het bestrijden van de armoede in derdewereldlanden. Zij lieten Who Are You en Won't Get Fooled Again horen in Londen. Omdat Zak Starkey op tournee was met Oasis werd hij vervangen door Steve White (de oudere broer van ex-Oasis drummer Alan White en drummer voor Paul Weller) en Damon Minchella (Ocean Color Scene) verving bassist Pino Palladino, die door Zuid-Amerika toerde als bassist voor Jeff Beck.

### Vanaf 2006: huidige en toekomstplannen

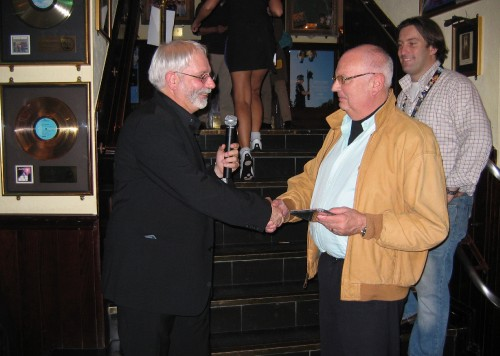
Paul de Kievit (l) overhandigt Endless Wire aan Freddy Haayen

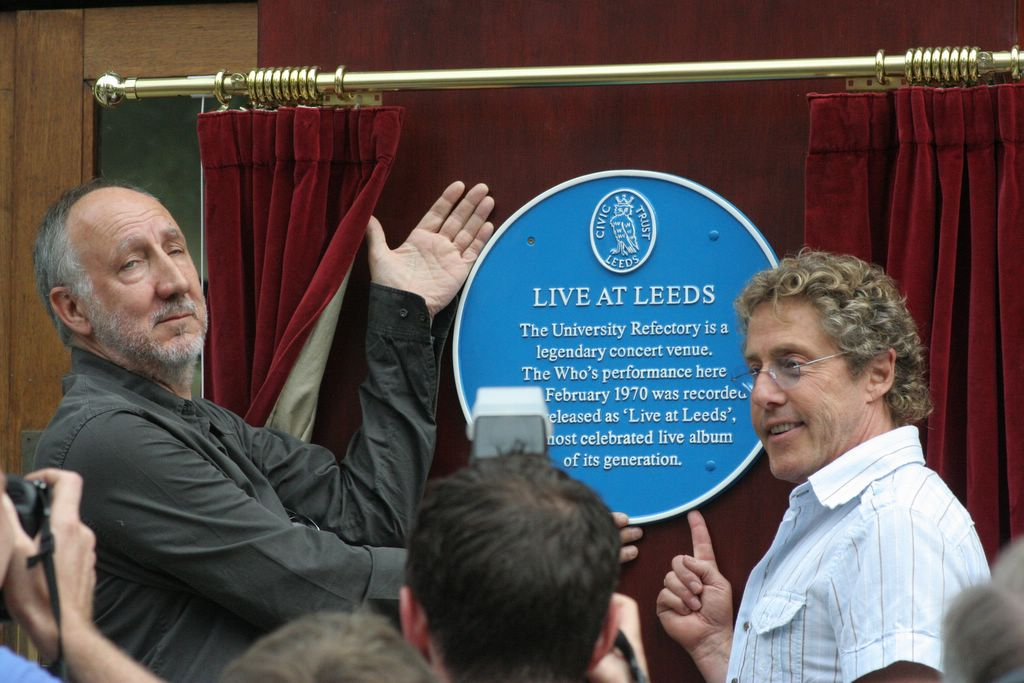
Jubileumherdenking van Live at Leeds

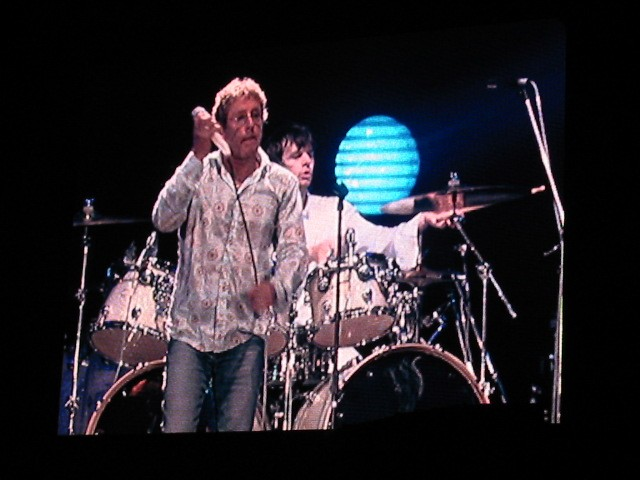
Roger Daltrey en Zak Starkey
- Rock Werchter (30 juni 2006)

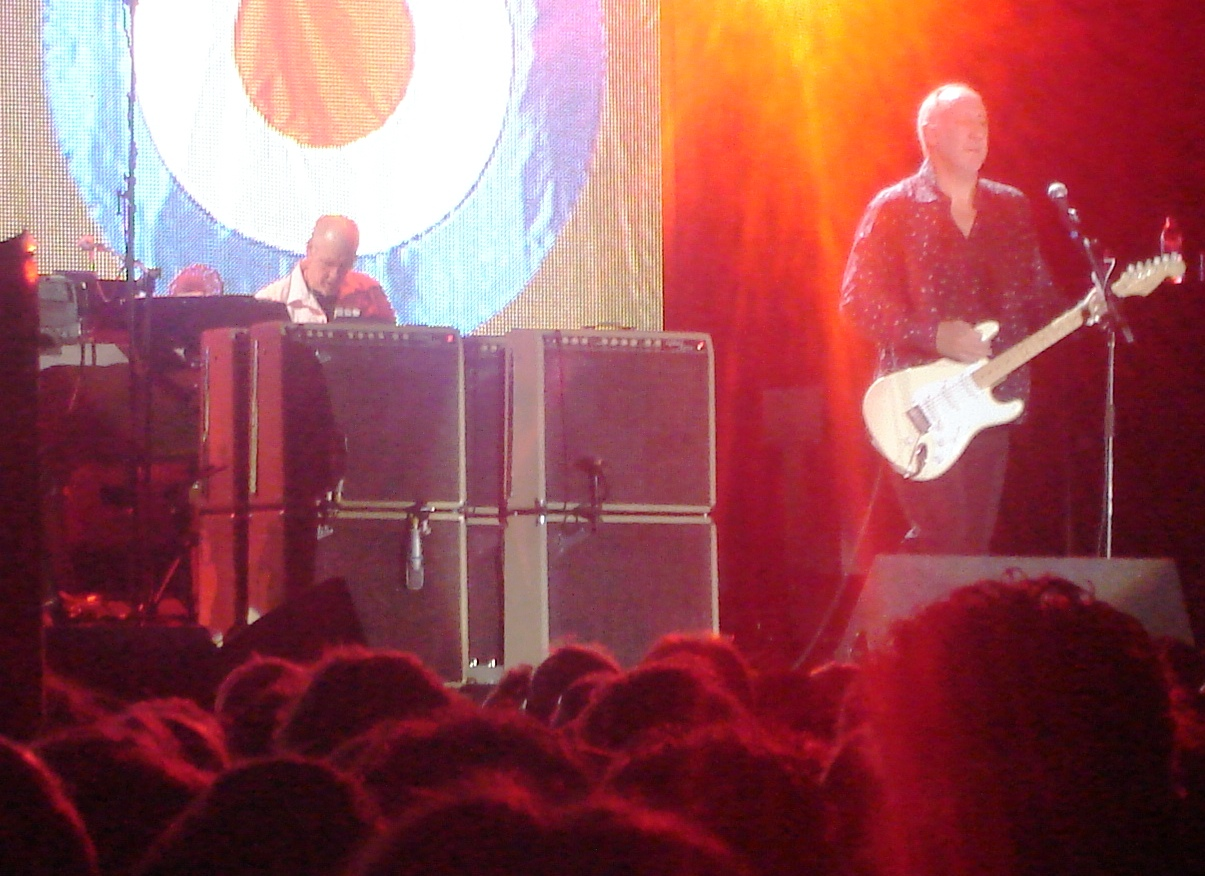
John "Rabbit" Bundrick en
Pete Townshend
- Ahoy' Rotterdam (5 juni 2007)

In de loop van 2006 hebben Pete Townshend en Roger Daltrey hun nieuwe album Endless Wire opgenomen, dat zijn debuut op 30 oktober beleefde. In Nederland werd het eerste album op 26 oktober overhandigd aan Freddy Haayen (de ontdekker van Golden Earring). Endless Wire was het eerste studio-album met nieuw materiaal sinds It's Hard, dat uit 1982 stamde. Het nieuwe album bevat nummers die onder andere geïnspireerd zijn op het stockholmsyndroom tijdens het gijzelingsdrama op een school in Beslan en door Mel Gibsons film The Passion of the Christ. Eveneens is er een nieuwe mini-opera te horen zijn op de cd, getiteld Wire & Glass. Ook dit is een primeur sinds de laatste (Rael) die op The Who Sell Out (1967) verscheen. Delen van Wire & Glass werden uitgegeven als een maxisingle op 17 juli (speciaal voor iTunes) en daarna op 24 juli op een 12" ep (limited edition). Het nummer Mirror Door was al eerder uitgegeven in een radiobewerking en werd voor het eerst gedraaid op BBC Radio 2, tijdens de Ken Bruce Show op 8 juni 2006.
Om het nieuwe album alvast te promoten en korte demo's te geven, gaf The Who in het tijdschrift Rolling Stone in december 2005 aan een 24-daagse Europese tournee – gevolgd door een wereldtournee – te willen geven in de zomer van 2006. Kort daarna werd aangekondigd dat het openingsconcert van de tournee op 17 juni op de Universiteit van Leeds zou plaatsvinden. Op dezelfde plaats waar 36 jaar geleden het befaamde Live at Leeds-album werd opgenomen. De tickets voor deze show werden persoonlijk verkocht door de Leeds University Union (de studentenvereniging van de Leeds University), met een gelimiteerde verkoop van slechts twee tickets per persoon. Voordat het concert begon, onthulden Daltrey en Townshend een blauwe plaquette om "Live at Leeds" te herdenken. De show was zo langverwacht dat de BBC er een complete uitzending van maakte. Dit gebeurde zowel de dag van het concert als de dag erna. De shows bestonden onder andere ook uit interviews die na het concert gehouden werden met mensen uit het publiek.
Het optreden op de Leeds University en de shows die hierop volgden zijn de eerste optredens die de band geeft sinds hun laatste wereldtournee uit 2004 en het korte optreden op Live 8 in 2005. The Who heeft Europese landen aangedaan zoals: Groot-Brittannië, Spanje, Duitsland en Zwitserland. Ook België werd dit jaar op een bezoek getrakteerd.
Op 30 juni stond het plaatsje Werchter op de tweede dag (van de vier) van het festival Rock Werchter in vuur en vlam en konden vele duizenden toeschouwers genieten van een ruim anderhalf uur durend slotconcert. Op 2 juli werd de tweede dag van Hyde Park Calling, een concert om de twintigste verjaardag van het Hard Rock Cafe te vieren ook door hen afgesloten. Tijdens dit festival werden er opnamen geschoten voor het Britse televisieprogramma Top Gear. Zij waren roadies van de band en zij zouden bestelbusjes gaan testen. Hun missie (namelijk zo veel mogelijk koffers verplaatsen) mislukte, aangezien The Who zo'n duizend koffers heeft en dat de drie busjes waarin zij reden er samen slechts negen konden verwerken.
Verder sloot The Who een tournee door Noord-Amerika af, die had geduurd van september tot december en van februari tot maart. Een Europese tournee eindigde in Helsinki.
De shows van de hele tournee door het Verenigd Koninkrijk en de Verenigde Staten werden uitgezonden op internet en achteraf uitgegeven (Encore Series 2006). Video streaming-bedrijf Streaming Tank is gevraagd om de concerten uit te zenden, gesteund door het technische team van de trilogie van Lord of the Rings. Dit is de eerste poging door welke band dan ook om hele shows over het internet uit te zenden, sinds The Vegas Job in oktober 1999. De meeste Europese tours werden op internet voorgegaan door een aflevering van In The Attic, een internet-"televisieprogramma", gepresenteerd door Townshends vriendin Rachel Fuller en Michael Cuthbert.
Sirius Satellite Radio runde een 24-uurs radiokanaal gewijd aan The Who. Dit kanaal liep vanaf 21 september 2006, tot 31 maart 2007. Het kanaal zond onder andere zeldzame opnames, interviews, en uitzendingen van concerten uit.
Op 3 oktober 2006 gaf iTunes twee singles van Endless Wire uit: Tea & Theatre (gespeeld als afsluiting van de Noord-Amerikaanse concerten) en It's Not Enough. Tevens werd The Who in oktober van datzelfde jaar als eerste band geëerd met een Freddie Mercury Lifetime Achievement in Live Music Award (die voortaan jaarlijks zal worden uitgereikt) tijdens de Vodafone Live! Music Awards.
Zak Starkey werd door Pete Townshend uitgenodigd om volledig en officieel lid te worden van The Who. Deze gaf Townshend aan dat het voor hem niet per se nodig was, waarop Townshend hem meldde dat de "deur altijd open zou staan".
Tijdens de tournee van 2007 werd toetsenist John "Rabbit" Bundrick vervangen door zijn technicus, Brian Kehew. Bundrick zat tussen oktober en december 2006 thuis bij zijn zieke vrouw, die hij daar verzorgde. In april dit jaar overleed Sue Bundrick na een lang ziekbed. Verder liep niet alles volgens plan bij Roger Daltrey, want hij liep een virusinfectie op, waardoor verschillende shows afgezegd en verplaatst moesten worden. Desalniettemin, de adviezen van niet minder dan drie artsen waren positief, waardoor de rest van de tournee gewoon kon doorgaan.
Op 8 februari 2007 publiceerden Townshend en Daltrey op hun commerciële website de plaatsen die zij in de zomer van 2007 aandeden tijdens hun wereldtournee. Naast tal van andere Europese steden, werden ook Ahoy in Rotterdam en de Lotto Arena (was voorzien voor het grotere Sportpaleis, maar de ticketverkoop was onvoldoende hiervoor) in Antwerpen met een bezoek vereerd. De wereldtournee werd op 9 juli in Helsinki, Finland afgesloten.
Op 15 september 2007 ging in Canada de nieuwe documentaire van The Who, getiteld Amazing Journey: The Story of The Who in première op het filmfestival in Toronto. Voordat de film op 6 november in Engeland in première ging, werd het voorvertoond op VH1. De dvd-set bestaat uit onder andere interviews met Roger Daltrey, Pete Townshend, The Edge (U2), Eddie Vedder, Sting en Noel Gallagher. De documentaire omvat een hoop materiaal dat nog niet in andere documentaires werd getoond, waaronder het befaamde optreden uit 1970 op de Leeds University en een optreden uit 1964 in het Railway Hotel, toen ze nog bekend waren als de High Numbers.
In 2008 en 2009 toerde The Who door Azië en Australië. In 2010 voerden ze met medewerking van onder andere Eddie Vedder en Tom Meighan een nieuwe editie van Quadrophenia uit in de Royal Albert Hall. Tijdens de sluitingsceremonie van de Olympische Spelen van Londen in 2012 gaven ze acte de présence met een medley van oude nummers. In 2015 vierden ze met hun tournee The Who Hits 50! het vijftigjarige bestaan van de band.
In mei 2025 kondigt de band hun laatste tournee door Noord-Amerika aan The Song Is Over Tour. Drummer Zak Starkey zal vervangen worden door Scott Devours.

## Disco- en videografie
Sommige albums zijn niet (alleen) muzikaal, maar (ook) uitgegeven als video of dvd. Een voorbeeld hiervan is: "Live at the Royal Albert Hall".

### Albums

#### Studioalbums
- 1965 · My Generation
- 1966 · A Quick One
- 1967 · The Who Sell Out
- 1969 · Tommy
- 1971 · Who's Next
- 1973 · Quadrophenia
- 1975 · The Who by Numbers
- 1978 · Who Are You
- 1981 · Face Dances
- 1982 · It's Hard
- 2006 · Endless Wire
- 2010 · Floss
- 2019 · WHO

#### Livealbums
- 1970 · Live at Leeds
- 1979 · The Kids Are Alright
- 1984 · Who's Last
- 1990 · Join Together
- 1996 · Live at the Isle of Wight Festival 1970
- 1999 · BBC Sessions
- 2000 · Blues to the Bush
- 2002 · Encore Series 1994
- 2003 · Live at the Royal Albert Hall
- 2004 · Encore Series 2004
- 2006 · Live from Toronto
- 2006 · Encore Series 2006
- 2012 · The Who Live At Hull 1970
- 2018 · The Who Live At The Fillmore East 1968

#### Periodeverzamelingen
- 1968 · Magic Bus: The Who on Tour
- 1971 · Meaty Beaty Big and Bouncy
- 1974 · Odds and Sods
- 1982 · Join Together
- 1994 · Thirty Years of Maximum R&B (4 cd's)
- 2004 · Then and Now

#### Compilaties
- 1981 · Hooligans
- 1983 · Who's Greatest Hits
- 1996 · My Generation: The Very Best of The Who
- 2002 · The Ultimate Collection

#### Videografie
- 1975 · Tommy (film)
- 1979 · Quadrophenia (film)
- 1979 · The Kids Are Alright (rockumentary)

### Singles
- 1964 · Zoot Suit / I'm the Face (als The High Numbers)
- 1965 · I Can't Explain / Bald Headed Woman
- 1965 · Anyway, Anyhow, Anywhere / Daddy Rolling Stone
- 1965 · My Generation / Shout and Shimmy
- 1966 · Substitute / Circles
- 1966 · A Legal Matter / Instant Party
- 1966 · The Kids Are Alright / The Ox
- 1966 · La La La Lies / The Good's Gone
- 1966 · I'm a Boy / In the City
- 1966 · Happy Jack / I've Been Away
- 1967 · Pictures of Lily / Doctor, Doctor
- 1967 · The Last Time / Under My Thumb
- 1967 · I Can See for Miles / Someone's Coming
- 1968 · Dogs / Call Me Lightning
- 1968 · Magic Bus / Dr. Jekyll and Mr. Hyde
- 1969 · Pinball Wizard / Dogs Part Two
- 1969 · Go to the Mirror! / Sally Simpson
- 1970 · The Seeker / Here for More
- 1970 · Summertime Blues / Heaven and Hell
- 1970 · See Me, Feel Me / Overture from Tommy
- 1971 · Won't Get Fooled Again / I Don't Even Know Myself
- 1971 · Let's See Action / When I Was a Boy
- 1971 · Baba O'Riley
- 1972 · Join Together / Baby Don't You Do It
- 1972 · Relay / Waspman
- 1973 · 5:15 / Water
- 1975 · Squeeze Box / Success Story
- 1978 · Who Are You / Had Enough
- 1981 · You Better You Bet / The Quiet One
- 1981 · Don't Let Go the Coat / You
- 1982 · Athena / A Man Is a Man
- 1984 · Twist & Shout (live) / I Can't Explain (live)
- 2004 · Real Good Looking Boy / Old Red Wine
- 2006 · Wire & Glass / Mirror Door
- 2006 · It's Not Enough (iTunes Download Single)
- 2006 · Tea & Theatre (iTunes Download Single)

#### Ep's
- 1966 · Ready Steady Who! ep

Disguises / Circles / Batman / Bucket T / Barbara Ann
- 1970 · Tommy ep

Overture / Christmas / I'm Free / See Me Feel Me
- 2006 · Wire & Glass / Mirror Door

## Populariteit

### Invloed op andere bands

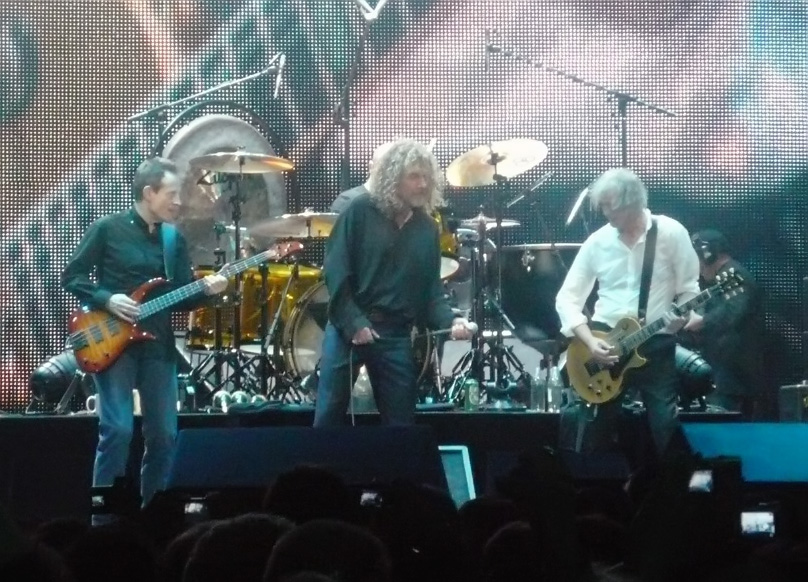
Led Zeppelin

The Who is een van de rockbands die een enorme invloed heeft gehad op hun genre. De agressieve muziek, die gemaakt werd door powertrioformatie Townshend, Entwistle en Moon (met Daltrey als toegevoegde leadzanger), werd al snel geïmiteerd en gebruikt door bands als Cream, The Jimi Hendrix Experience, Led Zeppelin, Rush, The Jam en bijna alle punk- en grungebands.
De vroege muziekstijl en -houding van The Who was min of meer een verpersoonlijking van wat later bekend zou worden als punkrock in het midden van de jaren zeventig. The Who was een groot voorbeeld voor punkrockbands als The Clash, The Ramones, Sex Pistols, voor protopunk-bands als MC5 en zelfs voor de hedendaagse poppunkbands als Green Day. De met synthesizer overladen nummers van Who's Next waren van grote invloed op de newwavemuziek en de synthipop.
Met de vroege modjaren van The Who voorziet de band de meeste, zo niet alle grote bands tijdens de Britpoprage in het midden van de jaren negentig van inspiratie. Bekende namen zoals Blur, Oasis, Stereophonics en Ash putten veel inspiratie in het werk van The Who, waardoor deze van grote invloed was op deze bands.
The Who wordt toegeschreven dat zij een van de bedenkers zijn van het fenomeen "rockopera". Tevens zijn zij de makers van een van de eerste conceptalbums. Volgend in Tommy's voetstappen zijn bijvoorbeeld David Bowies The Rise and Fall of Ziggy Stardust and the Spiders from Mars en de Pink Floyd albums The Dark Side of the Moon, Animals en bovenal The Wall. Recentelijk werd het 'rockopera'-idee door The Flaming Lips en Green Day nieuw leven ingeblazen in respectievelijk Yoshimi Battles the Pink Robots en American Idiot. De Nederlandse band DI-RECT gaf negentig optredens in Nederlandse en Belgische theaters met Di-rect doet Tommy, met Nederlandse vertalingen van alle nummers door Jan Rot, en bracht een gelijknamige cd uit.
My Generation is waarschijnlijk het meest gecoverde nummer van The Who. Zo gaven Iron Maiden, Green Day en Oasis en Patti Smith covers van het nummer uit. Oasis gebruikte het nummer zelfs als afsluiter van de setlist van hun wereldtournee van 2005. Verder coverde David Bowie de nummers I Can't Explain, Pictures of Lily en Anyway, Anyhow, Anywhere, gebruikten de Sex Pistols Substitute in hun eerdere concerten, maakt The Clash gebruik van het I Can't Explain-riffje in de nummers Clash City Rockers en Guns on the Roof en gaf Pearl Jam optredens met de nummers Baba O'Riley en The Kids Are Alright tijdens hun tournee in de jaren negentig en later. Overigens heeft Pearl Jam ooit veel meer Who-songs gespeeld, waaronder Leaving Here en Blue, Red, & Grey. Pearl Jam maakte bekend Love, Reign o'er Me te zullen coveren voor de film Reign Over Me met Adam Sandler. Van Halen coverde Won't Get Fooled Again op hun livealbum Live: Right Here, Right Now uit 1993 en beschreef het als "A tribute to The Who" ("een hommage aan The Who"). In 1995 coverde Phish Quadrophenia voor hun tweede jaarlijkse Halloween-concerttraditie van het in zijn geheel opvoeren van een muziekalbum van een andere band. Het optreden werd later uitgegeven onder de titel Live Phish Volume 14. Ten slotte coverden de bands Grateful Dead en Nirvana Baba O'Riley in de vroege jaren negentig.
De muziek van The Who wordt nog steeds enorm vaak opgevoerd door veel verschillende Tributebands, zoals The Wholigans, Who's Next USA, BARGAIN, The Relay, en The OHM, in de Verenigde Staten en Who's Next UK en Who's Who in het Verenigd Koninkrijk.

### Hitlijsten

#### Albums
| Album met eventuele hitnotering(en) in de Nederlandse Album Top 100 | Datum van verschijnen | Datum van binnenkomst | Hoogste positie | Aantal weken | Opmerkingen                                 |
| ------------------------------------------------------------------- | --------------------- | --------------------- | --------------- | ------------ | ------------------------------------------- |
| Live at Leeds                                                       | 16-05-1970            | 04-07-1970            | 5               | 25           | Livealbum                                   |
| Tommy                                                               | 23-05-1969            | 19-12-1970            | 14              | 14           |                                             |
| The Who & The Jimi Hendrix Experience                               | 1970                  | 09-01-1971            | 31              | 12           | met Jimi Hendrix Experience / Verzamelalbum |
| Who's Next                                                          | 25-08-1971            | 11-09-1971            | 4               | 12           |                                             |
| Quadrophenia                                                        | 19-10-1973            | 15-12-1973            | 17              | 6            |                                             |
| The Who by Numbers                                                  | 03-10-1975            | 18-10-1975            | 30              | 7            |                                             |
| Who Are You                                                         | 18-08-1978            | 26-08-1978            | 18              | 10           |                                             |
| Face Dances                                                         | 16-03-1981            | 28-03-1981            | 6               | 15           |                                             |
| It's Hard                                                           | 04-09-1982            | 18-09-1982            | 30              | 4            |                                             |
| Who's Better, Who's Best                                            | 1988                  | 09-01-1988            | 40              | 4            |                                             |
| Live at the Royal Albert Hall                                       | 2003                  | 19-07-2003            | 95              | 1            |                                             |
| Endless Wire                                                        | 30-10-2006            | 04-11-2006            | 77              | 2            |                                             |

| Album met hitnotering(en) in de Vlaamse Ultratop 200 albums | Datum van verschijnen | Datum van binnenkomst | Hoogste positie | Aantal weken | Opmerkingen |
| ----------------------------------------------------------- | --------------------- | --------------------- | --------------- | ------------ | ----------- |
| Endless Wire                                                | 2006                  | 18-11-2006            | 81              | 2            |             |

#### Singles
| Single met eventuele hitnotering(en) in de Nederlandse Top 40 | Datum van verschijnen | Datum van binnenkomst | Hoogste positie | Aantal weken | Opmerkingen                              |
| ------------------------------------------------------------- | --------------------- | --------------------- | --------------- | ------------ | ---------------------------------------- |
| Anyway, Anyhow, Anywhere                                      | 21-05-1965            | 17-07-1965            | 28              | 4            |                                          |
| My Generation                                                 | 05-11-1965            | 20-11-1965            | 5               | 16           | Nr. 7 in de Single Top 100               |
| Substitute                                                    | 04-03-1966            | 09-04-1966            | 3               | 14           | Nr. 2 in de Single Top 100               |
| A Legal Matter                                                | 1966                  | 23-04-1966            | 22              | 6            | Nr. 20 in de Single Top 100              |
| I'm a Boy                                                     | 1966                  | 24-09-1966            | 5               | 10           | Nr. 6 in de Single Top 100               |
| Happy Jack                                                    | 1966                  | 24-12-1966            | 6               | 10           | Nr. 5 in de Single Top 100               |
| Pictures of Lily                                              | 22-04-1967            | 20-05-1967            | 4               | 10           | Nr. 5 in de Single Top 100               |
| The Last Time / Under My Thumb                                | 1967                  | 30-09-1967            | tip18           | -            |                                          |
| I Can See for Miles                                           | 1967                  | 18-11-1967            | 28              | 4            |                                          |
| Mary Anne with the Shaky Hand                                 | 1968                  | 17-02-1968            | tip15           | -            |                                          |
| Call Me Lightning                                             | 1968                  | 18-05-1968            | 38              | 3            |                                          |
| Dogs                                                          | 1968                  | 13-07-1968            | tip3            | -            |                                          |
| Pinball Wizard                                                | 07-03-1969            | 05-04-1969            | 12              | 7            | Nr. 12 in de Single Top 100              |
| I'm Free                                                      | 1969                  | 23-08-1969            | 23              | 5            | Nr. 20 in de Single Top 100              |
| The Seeker                                                    | 1970                  | 18-04-1970            | 17              | 7            | Nr. 15 in de Single Top 100              |
| Summertime Blues                                              | 1970                  | 22-08-1970            | 24              | 4            | Nr. 25 in de Single Top 100              |
| See Me, Feel Me                                               | 1970                  | 31-10-1971            | 3               | 14           | Nr. 2 in de Single Top 100 / Alarmschijf |
| Won't Get Fooled Again                                        | 25-06-1971            | 17-07-1971            | 11              | 5            | Nr. 8 in de Single Top 100               |
| Baba O'Riley                                                  | 1971                  | 23-10-1971            | 13              | 7            | Nr. 11 in de Single Top 100              |
| Let's See Action                                              | 1971                  | 11-12-1971            | 28              | 4            | Nr. 25 in de Single Top 100              |
| Behind Blue Eyes                                              | 1972                  | 22-04-1972            | 34              | 2            |                                          |
| Join Together                                                 | 1972                  | 08-07-1972            | 27              | 5            |                                          |
| Relay                                                         | 1973                  | 03-02-1973            | 28              | 4            | Nr. 29 in de Single Top 100              |
| Who Are You                                                   | 1978                  | 12-08-1978            | tip14           | -            | Nr. 44 in de Single Top 100              |
| You Better You Bet                                            | 27-02-1981            | 28-03-1981            | 9               | 10           | Nr. 12 in de Single Top 100              |
| Don't Let Go the Coat                                         | 1981                  | 13-06-1981            | tip17           | -            |                                          |

| Single met hitnotering(en) in de Vlaamse Ultratop 50 | Datum van verschijnen | Datum van binnenkomst | Hoogste positie | Aantal weken | Opmerkingen                 |
| ---------------------------------------------------- | --------------------- | --------------------- | --------------- | ------------ | --------------------------- |
| The Seeker                                           | 1970                  | -                     |                 |              | Nr. 25 in de Radio 2 Top 30 |
| See Me, Feel Me                                      | 1970                  | -                     |                 |              | Nr. 6 in de Radio 2 Top 30  |
| Baba O'Riley                                         | 1971                  | -                     |                 |              | Nr. 26 in de Radio 2 Top 30 |
| You Better You Bet                                   | 1981                  | -                     |                 |              | Nr. 8 in de Radio 2 Top 30  |

#### NPO Radio 2 Top 2000
| Nummers met noteringen in de NPO Radio 2 Top 2000 | '99  | '00  | '01  | '02  | '03  | '04  | '05  | '06  | '07  | '08  | '09  | '10  | '11  | '12  | '13  | '14  | '15  | '16  | '17  | '18  | '19  | '20  | '21  | '22  | '23  | '24  |
| ------------------------------------------------- | ---- | ---- | ---- | ---- | ---- | ---- | ---- | ---- | ---- | ---- | ---- | ---- | ---- | ---- | ---- | ---- | ---- | ---- | ---- | ---- | ---- | ---- | ---- | ---- | ---- | ---- |
| A Legal Matter                                    | -    | 1649 | -    | -    | -    | -    | -    | -    | -    | -    | -    | -    | -    | -    | -    | -    | -    | -    | -    | -    | -    | -    | -    | -    | -    | -    |
| Baba O'Riley                                      | -    | 401  | -    | -    | -    | -    | 393  | 288  | 273  | 516  | 148  | 167  | 178  | 137  | 141  | 186  | 170  | 219  | 256  | 377  | 294  | 358  | 383  | 375  | 404  | 391  |
| Behind Blue Eyes                                  | -    | -    | -    | -    | -    | -    | -    | -    | -    | -    | -    | -    | -    | -    | -    | -    | -    | 1507 | 1950 | 1952 | 1851 | -    | -    | -    | -    | -    |
| Happy Jack                                        | -    | 1099 | 1330 | 1834 | 1841 | 1711 | 1873 | -    | -    | -    | -    | -    | -    | -    | -    | -    | -    | -    | -    | -    | -    | -    | -    | -    | -    | -    |
| I'm a Boy                                         | -    | 1720 | 1294 | -    | -    | -    | -    | -    | -    | -    | -    | -    | -    | -    | -    | -    | -    | -    | -    | -    | -    | -    | -    | -    | -    | -    |
| My Generation                                     | 211  | 385  | 344  | 377  | 339  | 445  | 512  | 589  | 627  | 497  | 396  | 448  | 482  | 444  | 475  | 635  | 695  | 886  | 1000 | 1564 | 1347 | 1749 | 1882 | -    | -    | -    |
| Overture                                          | 356  | 376  | 214  | 303  | 327  | 511  | 435  | 399  | 566  | 422  | 362  | 408  | 435  | 776  | 851  | 1045 | 1245 | 1555 | 1613 | 1589 | 1273 | 1458 | 1694 | 1755 | 1842 | 1704 |
| Pictures of Lily                                  | 1288 | -    | 1373 | 1492 | 1497 | 1655 | 1924 | -    | 1994 | 1935 | -    | -    | -    | -    | -    | -    | -    | -    | -    | -    | -    | -    | -    | -    | -    | -    |
| Pinball Wizard                                    | 375  | 445  | 309  | 389  | 419  | 576  | 451  | 577  | 793  | 550  | 383  | 403  | 451  | 415  | 410  | 458  | 526  | 589  | 647  | 1060 | 912  | 1126 | 1154 | 1186 | 1229 | 1274 |
| See Me, Feel Me                                   | 235  | 243  | 234  | 233  | 226  | -    | 448  | 433  | 569  | 494  | 402  | 488  | 534  | 498  | 583  | 532  | 798  | 727  | 848  | 1433 | 1239 | 1437 | 1747 | 1641 | 1921 | -    |
| Substitute                                        | 758  | 1004 | 784  | 1089 | 1118 | 1152 | 1047 | 1266 | 1303 | 1174 | 1327 | 1362 | 1492 | 1628 | 1691 | 1998 | -    | -    | -    | -    | -    | -    | -    | -    | -    | -    |
| Who Are You                                       | -    | -    | -    | -    | -    | -    | -    | -    | 1246 | -    | 1198 | 1232 | 1358 | 1175 | 1107 | 1368 | 1531 | 1901 | -    | -    | -    | -    | -    | -    | -    | -    |
| Won't Get Fooled Again                            | -    | 713  | 514  | 408  | 397  | 398  | 369  | 418  | 513  | 434  | 423  | 468  | 520  | 551  | 492  | 625  | 731  | 940  | 1059 | 1757 | 1471 | 1665 | 1774 | 1540 | 1755 | 1643 |

1. ↑  Een '-' betekent dat het nummer niet was genoteerd en een vetgedrukt getal geeft de hoogste notering van een nummer aan.

### Dvd's
| Dvd's met hitnoteringen in de Nederlandse Music Top 30 | Datum van verschijnen | Datum van binnenkomst | Hoogste positie | Aantal weken | Opmerkingen |
| ------------------------------------------------------ | --------------------- | --------------------- | --------------- | ------------ | ----------- |
| At Kilburn 1977                                        | 2008                  | 22-11-2008            | 23              | 2            |             |
| Live in Texas '75                                      | 2012                  | 13-10-2012            | 14              | 5            |             |
| Quadrophenia - Live in London                          | 2014                  | 14-06-2014            | 3               | 12           |             |
| Live at Shea stadium 1982                              | 2015                  | 04-07-2015            | 5               | 11           |             |
| Live in Hyde Park                                      | 2015                  | 28-11-2015            | 13              | 4            |             |
| Live at the Isle of Wight 2004 festival                | 2017                  | 10-06-2017            | 11              | 3            |             |
| Tommy - Live at the Royal Albert Hall                  | 2017                  | 21-10-2017            | 4               | 5            |             |

### Covers (incompleet)
| Nummer                   | Artiest                                                                                       | Album | Jaar                                                                 |
| ------------------------ | --------------------------------------------------------------------------------------------- | --- | -------------------------------------------------------------------- |
| The Acid Queen           | Tina Turner                                                                                   | Acid Queen | 1975                                                                 |
| Anyway, Anyhow, Anywhere | David Bowie                                                                                   | Pin Ups | 1973                                                                 |
| Armenia City in the Sky  | Bun E. Carlos                                                                                 | Greetings from Bunezuela! | 2016                                                                 |
| Baba O'Riley             | Pearl Jam Grateful Dead Nirvana Blue Man Group Gaslight Anthem Dropkick Murphy's              | Live at the Gorge 05/06 Dick's Picks Volume 27 -                                                                                                 | 2007 1992 -                                                          |
| Behind Blue Eyes         | Within Temptation Limp Bizkit Sheryl Crow Lights                                              | Within Temptation Friday (Q-Music Belgium) Results May Vary Substitute: the Songs of the Who                                                     | 2012 2003 2001                                                       |
| I Can See for Miles      | Tina Turner Petra Haden                                                                       | Acid Queen Petra Haden Sings: The Who Sell Out                                                                                                   | 1975 2005                                                            |
| I Can't Explain          | David Bowie Scorpions Yvonne Elliman                                                          | Pin Ups The Best of Rockers 'n' Ballads Food of love                                                                                             | 1973 1990 1973                                                       |
| The Kids Are Alright     | Pearl Jam Green Day Goldfinger                                                                | Substitute: the Songs of the Who Incidenteel concert Darrin's Coconut Ass                                                                        | 2001 - 1999 1973                                                     |
| Leaving Here             | Pearl Jam                                                                                     | Lost Dogs | 2003                                                                 |
| Love, Reign o'er Me      | Pearl Jam Bettye LaVette                                                                      | Single The British Rock Songbook | 2007 2010                                                            |
| Magic bus                | Paul Weller                                                                                   | Live Wood | 1994                                                                 |
| My Generation            | Iron Maiden Green Day Oasis Pearl Jam Patti Smith McFly Sweet Hilary Duff The Zimmers DI-RECT | Best of the B'Sides Kerplunk! Single Little by Little (Face B) - Horses Single Desolation Boulevard Hilary Duff (Japanse versie) Single Discover | 2002 1992 2002 - 1974 (heruitgifte in 1994) 2005 1974 2004 2007 2001 |
| Pictures of Lily         | David Bowie                                                                                   | Substitute: the Songs of the Who | 2001                                                                 |
| The Real Me              | W.A.S.P.                                                                                      | The Headless Children | 1989                                                                 |
| The Seeker               | Rush                                                                                          | Feedback | 2004                                                                 |
| Substitute               | The Ramones The Oppressed Sex Pistols                                                         | Acid Eaters Music For Hooligans The Great Rock-'n-Roll Swindle                                                                                   | 1993 1996 1979                                                       |
| Tommy (rockopera)        | The Smithereens DI-RECT                                                                       | The Smithereens Play Tommy Di-rect doet Tommy | 2009 2008                                                            |
| Who Are You              | Stereophonics                                                                                 | Substitute: the Songs of the Who | 2001                                                                 |
| Won't Get Fooled Again   | Van Halen Richie Havens Pussy Riot                                                            | Live: Right Here, Right Now Nobody left to crown Won't get fooled again                                                                          | 1993 2008 2015                                                       |
| Pinball Wizard           | Elton John McFly                                                                              | Tommy (film) Greatest Hits dvd | 1975 2008                                                            |

## Trivia
- Het eerste optreden in Nederland van The Who in zijn oorspronkelijkste bezetting vond plaats in een afgetrapte voetbalkantine in Den Haag – de latere danstent De Marathon – voor een publiek van 40 man op 21 september 1965.
- Het eerste optreden in België van The Who in zijn oorspronkelijke bezetting vond plaats in het Maloupark te Sint-Lambrechts-Woluwe op 20 mei 1967 ter gelegenheid van het derde Wolu City Festival[37][38][39] . Dezelfde dag playbackte The Who een van hun hits in het "cowboydorp" van Tremelo voor een opname van de toenmalige RTB (nu RTBF). Fotograaf Herman Selleslags maakte er toen een merkwaardige fotoreportage van die in weekblad Humo verscheen[40]. Een langverwachte, en meermaals aangekondigde terugkeer van The Who naar België vond uiteindelijk pas vijf jaar later plaats, op 16 augustus 1972 in Vorst-Nationaal. Golden Earring verzorgde toen het door het publiek erg gesmaakte voorprogramma.[38][41]
- Vier nummers van The Who worden gebruikt voor de populaire televisieserie Crime Scene Investigation.
  - Who Are You wordt gebruikt voor CSI: Crime Scene Investigation
  - Won't Get Fooled Again wordt gebruikt voor CSI: Miami
  - Baba O'Riley is de titelsong van CSI: NY
  - I Can See for Miles wordt gebruikt voor CSI: Cyber

Het gebruik van deze nummers heeft gezorgd voor hoge populariteit onder de jongere generaties. Verschillende mensen zijn door CSI bekend geworden met de band.
- Keith Moon zou een belangrijke rol hebben gespeeld bij het vinden van een naam voor een andere bekende rockband: Led Zeppelin. Toen Led Zeppelin nog in haar kinderschoenen stond werd er gediscussieerd over een mogelijke opbouw van een supergroep, waarin Moon zelf de drums zou bespelen, John Entwistle of John Paul Jones op de basgitaar, de popster Donovan als zanger en Jimmy Page en Jeff Beck (beiden toen nog in The Yardbirds) als leden. Moon zei hierover dat de potentiële supergroep over zou gaan als een "lead zeppelin" (loden zeppelin).
- Hoewel niet met zekerheid vastgesteld, wordt vaak beweerd dat Animal van de Muppetshow gebaseerd is op het karakter en de uiterlijke kenmerken van Keith Moon[42].
- De ouverture van de rockopera Tommy wordt door Radio 2 gebruikt als leadermuziek voor de jaarlijkse uitzending van de Top 2000 die plaatsvindt tussen Kerstmis en Oud en Nieuw.
- In oktober 2024 gaf de Royal Mail een twaalfdelige postzegelserie uit met afbeeldingen van  acht albums van The Who en vier groepsfoto's[43][44].